# Four by The Beach Boys
Four by The Beach Boys es un EP por The Beach Boys de 1964. Son algunas de las canciones y sencillos de All Summer Long en un EP. Este EP alcanzó el puesto n.º 44 en los Estados Unidos, pero tuvo mejor repercusión en el Reino Unido, llegando al puesto n.º 11.

## Lista de canciones
Todas por Brian Wilson y Mike Love excepto donde se indica.

### Lado A
1. "Little Honda" – 2:33
2. "Wendy" – 2:05

### Lado B
1. "Don't Back Down" – 2:00
2. "Hushabye" (D. Pomus/M. Schuman) – 1:53